# Erzeparchie Haifa e Terra Santa
Die Erzeparchie Haifa und Heiliges Land  (lateinisch Archieparchia Ptolemaidensis Maronitarum in Terra Sancta) ist eine mit der römisch-katholischen Kirche unierte maronitische Erzeparchie mit Sitz in Haifa.

## Geschichte
Schon die osmanische Binnenwanderung brachte erste Maroniten ins Gebiet des heutigen Israel. Maroniten in Haifa, ohne Zahlen zu nennen, erwähnte der Forschungsreisende James Silk Buckingham 1821. Durch die drusischen Massaker an über 10.000 Christen im Bürgerkrieg im Libanongebirge 1860 kamen Maroniten in größerer Zahl auf der Flucht ins südliche Galiläa und bildeten in mehreren Orten eigene Gemeinden und von dort aus auch in Orten weiter südlich, wie eine in Haifa. Die Gemeinden gehörten zur 1838 geschaffenen Eparchie Tyros, ab 1965 Erzeparchie.
Seit 1948 gehört das südliche Galiläa zu Israel, wobei die diözesane Zugehörigkeit zu Tyros bestehen blieb, was einige Schwierigkeiten mit sich bringt, da das libanesische Gesetz den Umgang von Libanesen mit Israelis weitgehend kriminalisiert und, falls keine amtliche Ausnahmegenehmigung vorliegt, mit mindestens einem Jahr Freiheitsentzug bedroht. Mit libanesischer Ausnahmegenehmigung reisen wenige nichtisraelische Geistliche grenzüberschreitend umrissener Religionsgemeinschaften (wie Drusen, Maroniten, Melkiten, Muslime) regelmäßig über den Grenzübergang Rosch haNiqra/Naqura zwischen beiden Ländern hin und zurück.

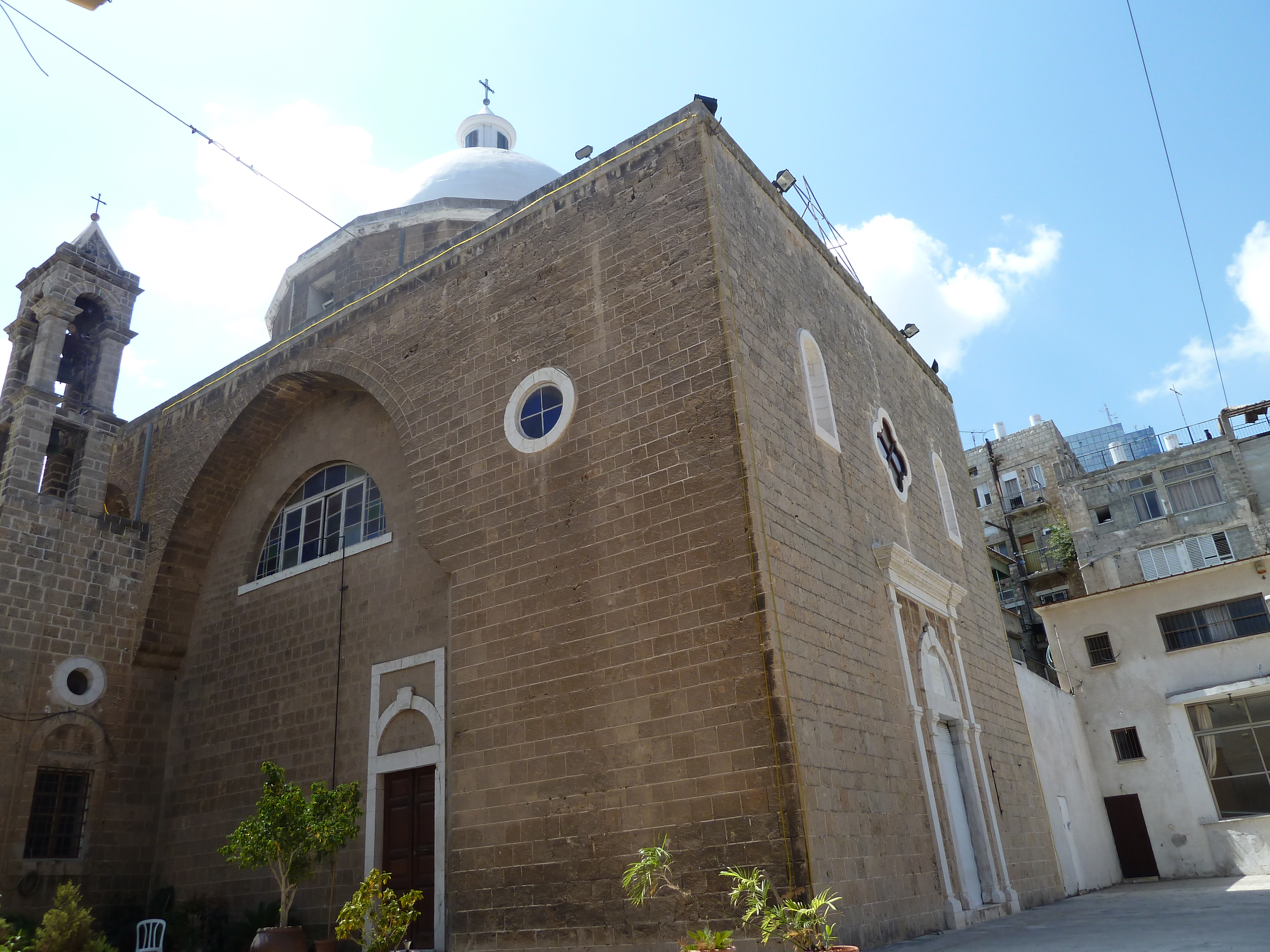
Kathedrale König Ludwigs des Heiligen in Haifa

Die Erzeparchie wurde am 8. Juni 1996 aus Gebieten der Erzeparchie Tyros gebildet. Die neue Jurisdiktion nimmt Traditionen des antiken Bistums in Akkon aus dem dritten Jahrhundert auf. Am 5. Oktober des gleichen Jahres verlor die neue Erzeparchie Teile ihres Diözesangebiets zu Gunsten der Errichtung der Patriarchal-Exarchate Jerusalem und Palästina und Jordanien, die sich einen Bischof in persona episcopi teilen. Das verbliebene Diözesangebiet liegt sämtlich in Israel. Ein Israeli als Erzbischof könnte wegen der libanesischen Gesetze nicht zu Gesprächen, kirchlichen Amtshandlungen und anderen Veranstaltungen beim maronitischen Patriarchat in den Libanon einreisen, beide bisherigen Amtsinhaber sind Staatsbürger des Libanons. 

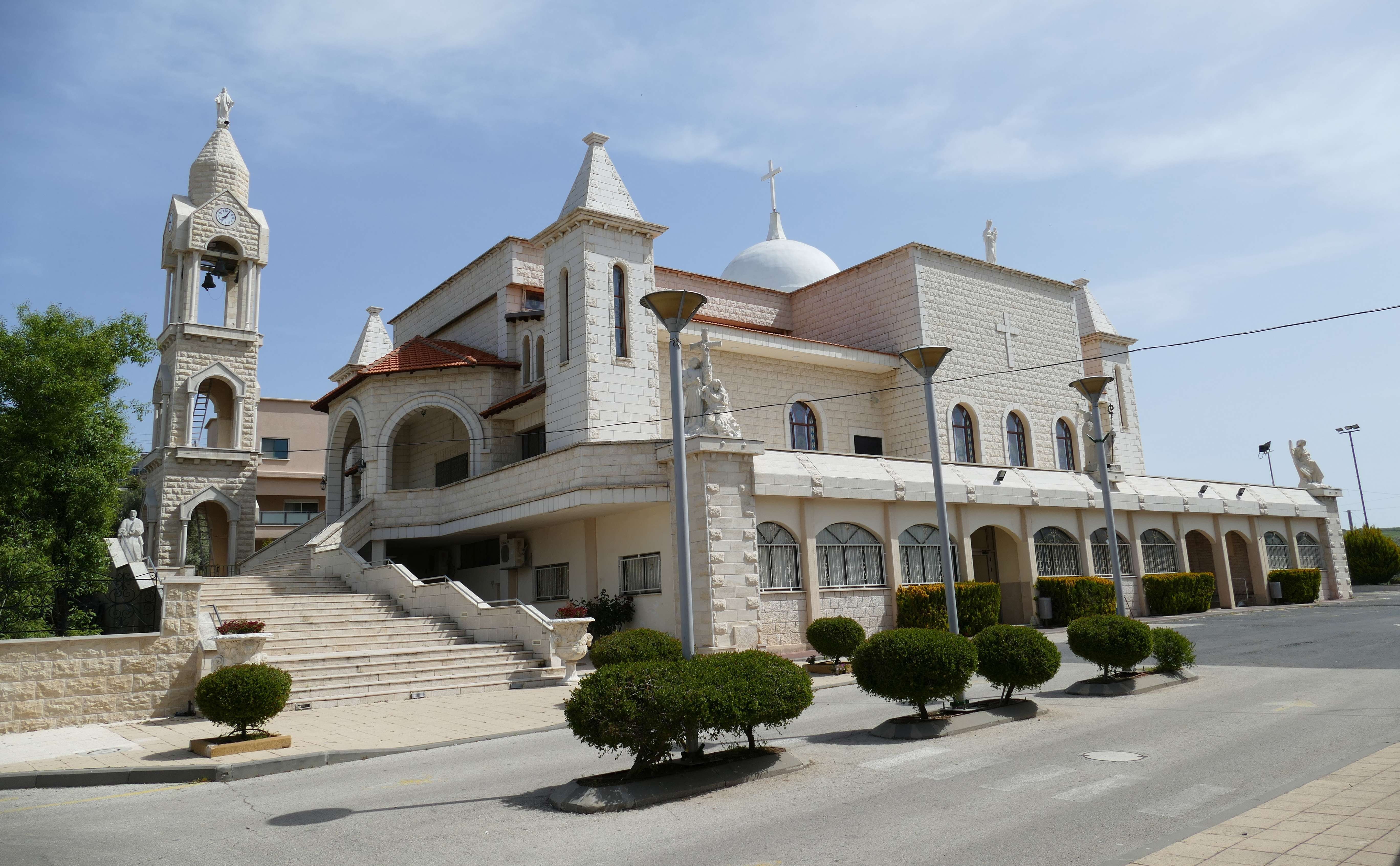
Dschisch: St.-Maroun-Kirche

Größte maronitische Gemeinde in Israel ist diejenige in Dschisch, wo Maroniten mit 6.000 Seelen die Mehrheit stellen, weitere Gemeinden bestehen in ʿAkko, Haifa (ca. 4.000 Seelen), ʿIsfiya, Jerusalem (500 Seelen), Schafa ʿAmr und Tel Aviv-Jaffa. Mit dem Zerfall der Südlibanesischen Armee (SLA) ab 2000 erhielten Tausende libanesische Maroniten Asyl in Israel, von denen dauerhaft 2.000 im Lande blieben. Ähnlich israelischen Drusen, die familiäre und historische Bezüge in den Libanon haben, pflegen israelische Maroniten ihre Beziehungen mit dortigen Glaubensbrüdern. Insbesondere in der seit 2019 grassierenden wirtschaftlichen Notlage des Libanons im Allgemeinen und der Glaubensbrüder dort im Besonderen, sammeln Israelis Geld und Medikamente, um zu helfen. Da die Libanesische Republik auch humanitäre Hilfe aus Israel verbietet, versuchen mitunter Geistliche beim Überbringen zu helfen.
Maroniten sind wie andere Suryoye auch der Herkunft nach ethnisch Aramäer, eine levantinische Minderheit, deren Angehörige unter dem Druck der arabischsprachigen Dominanz, nachdem arabische Muslime bis 636 d.Z. die Levante erobert hatten, im Alltag weitgehend arabisiert sind, wobei viele israelische Maroniten sich selbst aber ethnisch nicht als Araber verstehen. Unter den Maroniten Israels entstand 2007/2008 eine Bewegung, angestoßen durch Schadi Ḥalul (hebräisch שָׁאדִי חָלוּל arabisch شادي حلول) aus Dschisch und die durch ihn gegründete HaʿAmuttah haʾAramīt haNozrīt bə-Jisraʾel (הָעֲמֻתָּה הארמית הַנֹּצְרִית בְּיִשְׂרָאֵל Aramäisch-Christlicher Verein in Israel), zur Revitalisierung des Neuaramäischen im Alltag über den Gebrauch in der maronitischen Liturgie hinaus. Nach Gutachten und Gerichtsurteilen zur Frage einer aramäischen Nationalität, und seit Minister Gidʿon Saʿar 2014 diesen Folge leistete, erkennt der Staat Aramäer offiziell als eine israelische Nationalitätengruppe an. Bis 2022 hatten 2.500 Israelis sich unter der Nationalität Aramäer eintragen lassen und weitere 2.000 dies beantragt.

## Erzbischöfe der Erzeparchie Haifa e Terra Santa
- Paul Nabil El-Sayah, 1996–2011, dann Kurienbischof im Maronitischen Patriarchat von Antiochien
- Moussa El-Hage OAM, seit 2012

## Statistik

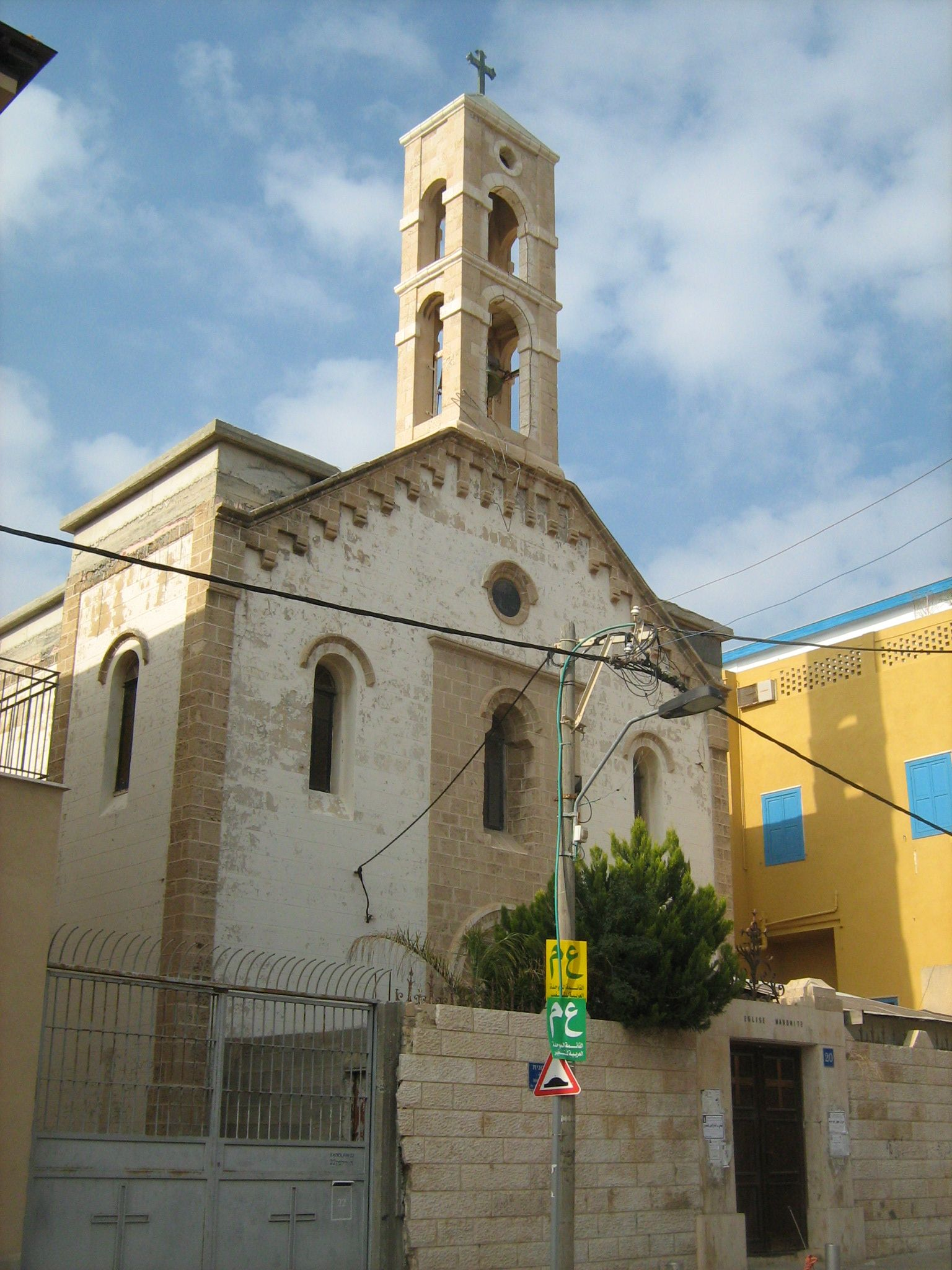
Kirche St. Antonius des Großen in Tel Aviv-Jaffa

| Jahr | Bevölkerung | Bevölkerung | Bevölkerung | Priester     | Priester         | Priester       | Priester               | Ständige Diakone | Ordensleute  | Ordensleute      | Pfarreien |
| Jahr | Katholiken  | Einwohner   | %           | Gesamtanzahl | Diözesanpriester | Ordenspriester | Katholiken je Priester | Ständige Diakone | Ordensbrüder | Ordensschwestern |           |
| ---- | ----------- | ----------- | ----------- | ------------ | ---------------- | -------------- | ---------------------- | ---------------- | ------------ | ---------------- | --------- |
| 1999 | 7.000       | ?           | ?           | 7            | 5                | 2              | 1.000                  |                  | 2            | 9                | 6         |
| 2000 | 7.000       | ?           | ?           | 6            | 5                | 1              | 1.166                  |                  | 1            | 9                | 6         |
| 2001 | 7.000       | ?           | ?           | 7            | 5                | 2              | 1.000                  |                  | 2            | 9                | 6         |
| 2002 | 7.000       | ?           | ?           | 5            | 5                |                | 1.400                  |                  |              | 9                | 6         |
| 2003 | 7.000       | ?           | ?           | 6            | 6                |                | 1.166                  |                  |              | 9                | 6         |
| 2004 | 7.000       | ?           | ?           | 6            | 6                |                | 1.166                  |                  |              | 8                | 6         |
| 2010 | 7.000       | ?           | ?           | 11           | 8                | 3              | 1.000                  |                  | 3            | 6                | 6         |

## Maronitische Kirchen in der Erzeparchie
- Akko: Maronitische Kirche
- Dschisch: St.-Maroun-Kirche
- Haifa: Kathedrale König Ludwigs des Heiligen (Haifa)
- Jerusalem: Klosterkirche des Maronitischen Konvents
- Kafr Birʿam: Liebfrauenkirche
- Nazareth: Kirche St. Mariae Verkündigung
- Tel Aviv-Jaffa: Kirche St. Antonius des Großen